# Circle Chart

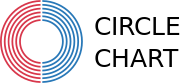
Logo seit 2022

Der Circle Chart, bis 2022 Gaon Chart, stellt die wöchentlich meistverkauften Lieder und Musikalben in Südkorea dar. Die Korea Music Content Industry Association bezieht ihre Daten für die Charts von den Online- und Offline-Verkäufen bei den größten Webanbietern und Geschäften Südkoreas. Es ist das koreanische Äquivalent zu den US-amerikanischen Billboard Charts und hat das Ziel, einen genauen Überblick über die tatsächliche Beliebtheit von Alben und Singles zu geben.

## Geschichte

Logo bis 2022

Am 23. Februar 2010 initiierte das südkoreanische Ministerium für Kultur, Sport und Tourismus zusammen mit der Korea Music Content Industry Association den Gaon Chart. Allerdings wurden für das Jahr 2009 schon zuvor die monatlichen Verkaufszahlen erhoben. Am 7. Juli 2022 wurden die Charts in Circle Chart umbenannt.

## Methodologie
Die wichtigsten Charts sind die Album- und die Digital-Charts. Die Digital-Charts listen die 200 meistverkauften digitalen Lieder. Diese werden ermittelt aus den Download-, Streaming- und BGM-Charts. Die Album-Charts berücksichtigen versendete Einheiten physischer Tonträger (Tape, LP, CD, USB usw.). Die Zahlen werden bei Rückläufern korrigiert. Dabei werden von diesen Charts jeweils drei unterschiedliche erstellt: Einer, der lediglich südkoreanische Musik berücksichtigt – ein Chart, der nur internationale Musik berücksichtigt und ein Chart, der beide zusammenfasst.

## Charts
| Charts                    | Erhebung        | Methodologie                            | Beschreibung                                             |
| ------------------------- | --------------- | --------------------------------------- | -------------------------------------------------------- |
| Album Chart (Top 100)     | Beide           | Physische Alben                         | - meistverkaufte Alben                                   |
| Album Chart (Top 100)     | inländisch      | Physische Alben                         | - meistverkaufte Alben Südkoreanischer Künstler          |
| Album Chart (Top 100)     | International   | Physische Alben                         | - meistverkaufte Alben nicht Südkoreanischer Künstler    |
| Digital Chart (Top 200)   | Beide           | Downloads, Streams und Hintergrundmusik | - meistverkaufte Lieder                                  |
| Digital Chart (Top 200)   | Inländisch      | Downloads, Streams und Hintergrundmusik | - meistverkaufte Lieder Südkoreanischer Künstler         |
| Digital Chart (Top 200)   | International   | Downloads, Streams und Hintergrundmusik | - meistverkaufte Lieder nicht Südkoreanischer Künstler   |
| Download Chart (Top 200)  | Beide           | Downloads                               | - Digitale Verkäufe                                      |
| Download Chart (Top 200)  | Inländisch      | Downloads                               | - Digitale Verkäufe Südkoreanischer Künstler             |
| Download Chart (Top 200)  | International   | Downloads                               | - Digitale Verkäufe nicht Südkoreanischer Künstler       |
| Streaming Chart (Top 200) | Beide           | Streams                                 | - Meistgestreamte Lieder                                 |
| Streaming Chart (Top 200) | Inländisch      | Streams                                 | - Meist Gestreamte Lieder Südkoreanischer Künstler       |
| Streaming Chart (Top 200) | International   | Streams                                 | - Meist Gestreamte Lieder nicht Südkoreanischer Künstler |
| BGM Chart (Top 100)       | Beide           | Hintergrundmusik                        | - meistverkaufte Hintergrundmusik                        |
| Mobile Chart (Top 100)    | Klingeltöne     | Klingel- und Freizeichentöne            | - meistverkaufte Klingel- und Freizeichentöne            |
| Mobile Chart (Top 100)    | Freizeichentöne | Klingel- und Freizeichentöne            | - meistverkaufte Klingel- und Freizeichentöne            |
| Noraebang Chart (Top 200) | Beide           | Karaoke                                 | - meistgespielte Karaoke Songs                           |
| Noraebang Chart (Top 200) | Inländisch      | Karaoke                                 | - meistgespielte inländische Karaoke Songs               |
| Noraebang Chart (Top 200) | International   | Karaoke                                 | - meistgespielte internationale Karaoke Songs            |

## Verleihungsgrenzen der Tonträgerauszeichnungen
Im April 2018 wurden Tonträgerauszeichnungen eingeführt.
| Auszeichnung | ab dem 1. Januar 2018 |
| ------------ | --------------------- |
| Platin       | 250.000               |
| Million      | 1.000.000             |

| Auszeichnung | ab dem 1. Januar 2018 |
| ------------ | --------------------- |
| Platin       | 2.500.000             |
| Diamant      | 10.000.000            |

| Auszeichnung | ab dem 1. Januar 2018 |
| ------------ | --------------------- |
| Platin       | 100.000.000           |
| Milliarde    | 1.000.000.000         |